# (2406) Orelskaya
(2406) Orelskaya – planetoida z pasa głównego asteroid okrążająca Słońce w ciągu 3,25 lat w średniej odległości 2,19 au. Została odkryta 20 sierpnia 1966 roku w Krymskim Obserwatorium Astrofizycznym w Naucznym. Nazwa planetoidy pochodzi od Warwary Iwanowny Orielskiej, radzieckiej astronom, pracownicy Instytutu Astronomii Teoretycznej w latach 1937–1982.